# Singa alpigena
Singa alpigena är en spindelart som beskrevs av Yin, Wang och Li 1983. Singa alpigena ingår i släktet Singa och familjen hjulspindlar. Inga underarter finns listade i Catalogue of Life.